# Gian Gaspare Napolitano
Gian Gaspare Napolitano (* 30. April 1907 in Palermo; † 5. Januar 1966 in Rom) war ein italienischer Journalist, Schriftsteller und Drehbuchautor.

## Leben
1913 zog Napolitano mit seiner Familie von Sizilien nach Verona. Nach dem Tod seines Vaters 1915 ging er in Mailand auf eine Militärschule. Er schrieb sich in Rom zum Studium der Politikwissenschaft ein und begann bald als Journalist zu arbeiten. Der Kosmopolit war Kriegsberichterstatter, Sonderkorrespondent, Filmkritiker, Dramatiker und Romancier. Sein Debütroman La scoperta dell'America erschien 1930. Für die Gazzetta del Popolo bereiste er mehrere Monate lang Afrika (vor allem den Kongo, wo sein Vater starb), Australien und Ozeanien. Zwei dicke Bände mit Geschichten und Erzählungen über diese Zeit erschienen als Il giro del mondo. 1935 schrieb er erstmals für den Film, als er für Guido Brignone das Drehbuch zu Passaporto rosso verfasste. 1937/1938 berichtete Napolitano vom Spanischen Bürgerkrieg. In der Folgezeit war er nicht nur für die italienischen Versionen zahlreicher anderssprachiger Filme verantwortlich, sondern schrieb auch regelmäßig für die Leinwand, bevorzugt von ihm bevorzugte exotische Sujets und Kommentare für Dokumentarfilme wie Der sechste Kontinent, L'impero del sole oder Paradiso terrestre. Nachdem er 1939 den mittellangen La spia als Regisseur gedreht hatte, legte er 1952 mit Das grüne Geheimnis eine lange Dokumentation über Zentralamerika vor, die bei den Filmfestspielen von Cannes 1953 als bester Dokumentarfilm ausgezeichnet wurde und ein Silbernes Band der italienischen Filmkritiker erhielt; drei Jahre später schließlich folgte mit Bringt ihn lebend…! ein in Afrika angesiedelter Spielfilm nach seiner eigenen Erzählung La mariposa. Seine im Zweiten Weltkrieg gemachten Erfahrungen als Verbindungsoffizier zu den schottischen Black Watch erschienen erstmals 1944 in der Schweiz. Auch nach dem Krieg bereiste er für seine in Zeitungen wie dem Corriere della Sera oder L'Illustrazione italiana erscheinenden Berichte und Erzählungen afrikanische, europäische und südamerikanische Länder.
Napolitano war bei den Filmfestspielen von Venedig 1961 Mitglied der Jury.
Einige seiner Werke, wie Il venditore di fumo und Una missione fra i Seris, erschienen posthum.

## Filmografie (Auswahl)
Regie, Drehbuch
- 1952: Das grüne Geheimnis (Magia verde)
- 1955: Bringt ihn lebend…! (Tam Tam Mayumbe)

Drehbuch
- 1953: Bittere Liebe (Noi cannibali)
- 1954: Der sechste Kontinent (Sesto continente)
- 1956: Krieg und Frieden (War and Peace)

## Werke (Auswahl)
- 1930: La scoperta dell'America
- 1933: Il giro del mondo
- 1945: In guerra con gli scozzesi
- 1958: Il figlio del capitano